# Уланхольское сельское муниципальное образование
Уланхольское сельское муниципальное образование — сельское поселение в Лаганском районе Калмыкии. Административный центр — посёлок Улан-Хол. 

## География
СМО расположено в западной части Лаганского района, вытянуто с севера на юг вдоль ветки Кизляр-Астрахань СКЖД. Общая площадь в административных границах Уланхольского сельского муниципального образования на 01.10.2010 г составляет 100522 га, из них земли сельхозназначения — 86600 га, земли населенных пунктов — 2568 га, земли промышленности, энергетики, транспорта — 874 га, особо охраняемые территории — 0 га, лесного фонда — 56 га, земли водного фонда — 10 га, земли запаса — 10414 га.
СМО граничит на юге с республикой Дагестан, на западе — с Черноземельским районом Калмыкии (Артезианское СМО), на севере — с Джалыковским СМО, на востоке — с Лаганским городским муниципальным образованием.

## Население
| 2002  | 2010  | 2011  | 2012  | 2013  | 2014  | 2015  |
| ----- | ----- | ----- | ----- | ----- | ----- | ----- |
| 2129  | ↗2328 | →2328 | ↘2273 | ↘2236 | →2236 | ↘2209 |
| 2016  | 2017  | 2018  | 2019  | 2020  | 2021  |       |
| ↗2212 | ↘2199 | ↘2158 | ↘2150 | ↘2095 | ↘1989 |       |

## Состав сельского поселения
| № | Населённый пункт | Тип населённого пункта          | Население |
| - | ---------------- | ------------------------------- | --------- |
| 1 | Улан Хол         | посёлок, административный центр | ↘1989     |

Также на территории расположен посёлок при железнодорожной станции Белое Озеро.

## Экономика
ЗАО НК «Калмпетрол»; железнодорожная станция Улан-Хол; предприятия торговли (пять индивидуальных предпринимателей), 23 КФХ.